# Qiao Hong
Qiao Hong (en xinès simplificat: 乔红; xinès tradicional: 喬紅; pinyin: Qiáo Hóng) (Wuhan, República Popular de la Xina, 1968) és una jugadora de tennis de taula xinesa, ja retirada, guanyadora de quatre medalles olímpiques.

## Biografia
Va néixer el 21 de novembre de 1968 a la ciutat de Wuhan, població situada a la província de Hubei.

## Carrera esportiva
Va participar, als 23 anys, en els Jocs Olímpics d'Estiu de 1992 celebrats a Barcelona (Catalunya), on va aconseguir guanyar la medalla d'or en la prova de dobles femenins al costat de Deng Yaping i la medalla de plata en la prova individual. En els Jocs Olímpics d'Estiu de 1996 realitzats a Atlanta (Estats Units) aconseguí revalidar el seu títol olímipc de dobles al costat de Yaping i també guanyà la medalla de bronze en la prova individual.
Al llarg de la seva carrera guanyà 6 medalles en el Campionat del Món de tennis taula, destacant 5 medalles d'or.